# حمزة التومي
حمزة التومي (مواليد 6 يناير 1995)، هو لاعب كرة قدم مغربي لعب سابقا في أندية الرجاء الرياضي و‌رجاء بني ملال و‌الكوكب المراكشي و‌أولمبيك الدشيرة.

## وصلات خارجية
- حمزة التومي على موقع قاعدة بيانات كرة القدم.إي يو (الإنجليزية)